# Rudolf Raab (Schauspieler, 1861)
Rudolf Raab, eigentlich Karl Rudolph, (* 6. August 1861 in Weißenburg am Sand, Königreich Bayern; † 23. Februar 1940 in München, Deutsches Reich) war ein deutscher Schauspieler, Charakterkomiker und Sänger.

## Leben und Wirken
Raab begann seine Theaterlaufbahn mit 20 Jahren und wirkte zunächst an Spielstätten in der österreich-ungarischen Provinz (Görz [Gorizia], Cilli [Celje], Salzburg etc.) aber auch in Wien und an Bühnen im Deutschen Reich (z. B. Colmar, Neustrelitz und Glogau). Von stattlichen Statur, füllte Rudolf Raab im Sprechtheater wie an der Operette gewichtige Charaktere (oftmals mit einem komischen Einschlag) aus, darunter den Oberst Ollendorf in Der Bettelstudent, den Grafen Kantschukoff in Franz von Suppés Fatinitza, den Schweinezüchter Kálmán Zsupán in Der Zigeunerbaron, den Baltahasar Groot in Der lustige Krieg (ebenfalls von Zigeunerbaron-Komponist Johann Strauss (Sohn)) und den Menelaus in Jacques Offenbachs Die schöne Helena – allesamt Operetten, die er zum Teil auch in Szene setzte. Im Sprechtheater reüssierte Raab unter anderem als Theaterdirektor Striese in dem Schwankklassiker Der Raub der Sabinerinnen, als der alte Hasemann in Hasemanns Töchter und als Lüttchen in Zwei glückliche Tage, ein Stück aus der Hand von Sabinerinnen-Autor Franz von Schönthan (gemeinsam mit Gustav Kadelburg).
Während des Ersten Weltkriegs trat Rudolf Raab auch erstmals vor die Kamera und verschrieb sich auch dort zunächst lustspielhaften Geschichten, die filmhistorisch keinerlei Bedeutung besitzen. Nach 1918 sah man ihn nur noch selten auf der Leinwand, durchgehend in Produktionen, die in seiner Wahlheimat München entstanden. Im Tonfilm trat Raab nur einmal auf; mit der winzigen Rolle eines Kaufhaus-Personalchefs in dem Hans-Albers-Varietéfilmklassiker Fahrendes Volk. Ansonsten konzentrierte sich der Künstler ganz auf seine Bühnentätigkeit und gehörte Jahrzehntelang dem Ensemble des Volkstheaters der bayerischen Landeshauptstadt an. Raabs Filmografie wird hin und wieder vermengt mit der des gleichnamigen einstigen Kinderdarstellers, der 1926 geboren wurde.

## Filmografie
- 1916: Der verhängnisvolle Überzieher
- 1918: Heiraten Sie meine Tante?
- 1918: Der Schwerverbrecher
- 1923: Um Recht und Liebe
- 1924: Taras Bulba (2 Teile)
- 1938: Fahrendes Volk